# A fekete sereg lázadása
A fekete sereg lázadása 1492 és 1493 között zajlott le a Délvidéken, ahol Mátyás király híres zsoldos serege az elmaradt fizetés miatt fellázadt.

## Előzmények
1490-ben Mátyás halála után a seregvezér Haugwitz (Fekete) János II. Ulászló mellé állt, miután Filipec János 100 ezer forinttal lefizette. Haugwitz ezután Északkelet-Magyarországra indult, amit Albert lengyel herceg tartott megszállva. A lengyelek elűzése után az osztrákokat verte ki az ország nyugati feléből.

Ulászló ellenben megígérte a rendeknek, hogy nem szedi be Mátyás egyforintos rendkívüli hadiadóját, emiatt nem volt pénz a fekete sereg fizetésére. Azonkívül a főurak azt szerették volna, ha a haderőt nem tartják fenn, részben azért, hogy a királyt semmi ne védje. Bár Ulászló igyekezett egyben tartani a sereget, de zsoldot mégsem tudott nekik fizetni.

## Lázadás
A fekete sereget harcolni küldték a Délvidékre a betörő törökök ellen. A 8000 katona között sok volt a német, lengyel és cseh zsoldos is (utóbbiak többsége huszita volt), akik, miután nem kaptak zsoldot, nem jutottak még élelemhez sem, ezért, hogy elkerüljék a nélkülözést, rabolni és fosztogatni kezdtek. Visszaéléseik olyan kegyetlenné váltak, hogy az már szinte elviselhetetlen volt a vidék magyar és szerb lakosságára nézve, akik több helyen fegyverrel szálltak szembe a zsoldosokkal. A zsoldosok ettől kezdve megtagadták az engedelmességet a királynak, aki ezt az árulást nem sokáig tűrte, és Kinizsi Pál alsó-magyarországi főkapitányt küldte a lázadók ellen. Kinizsit a délvidékiek is támogatták, és a Száva mellett, Halászfalva (más leírások szerint a Szeged melletti Halas (ma Kiskunhalas) település) közelében teljesedett be a fekete sereg sorsa. Amíg a község mellett álltak a lázadó zsoldosok, addig a túlparton török csapatok szemlélték őket, akik eredetileg összecsapásra készültek velük. Kinizsivel Haugwitz csatát vállalt november 24-én, ami két napig tartott. Ezalatt a fekete sereget teljesen szétverték. Haugwitz megmaradt 2000 emberével Ausztria felé vette az irányt, ahol 1493-ban semmisítették meg őket.

## Lázadás után
A maradék zsoldosok közül többen Nándorfehérvárra kerültek, akik ott sem kaptak zsoldot, ezért kapcsolatba léptek a törökökkel. A török pénzt ígért nekik, ha átadják a várat, de Kinizsi leleplezte őket, és az árulók szörnyű kínok között haltak meg.